# Ana María Arévalo Gosen
Ana María Arévalo Gosen est une photojournaliste et artiste visuelle vénézuélienne, née le 1er novembre 1988 à Caracas.
Elle a été récompensée en 2020 par le prix Lucas Dolega et en 2021 par le prix Camille Lepage et le Leica Oskar Barnack Award.

## Biographie
Ana María Arévalo Gosen naît le 1er novembre 1988 à Caracas au Venezuela.
En 2009, à cause de la crise au Vénézuela, Ana María Arévalo Gosen s’installe pendant cinq ans à Toulouse, en France, où elle étudie les sciences politiques à l'Institut d'études politiques de Toulouse. Elle se passionne pour la photographie et suit un cursus à l’ETPA. Elle est stagiaire à l’Agence France-Presse à Paris où elle acquiert ses connaissances en photographie de presse.
En 2014, elle déménage à Hambourg, en Allemagne, et commence à travailler comme artiste visuelle.
Entre 2016 et 2017, elle développe son projet « Le sens de la vie », histoire intime du combat de son mari, Philipp Quante, contre le cancer des testicules. Ce projet sert aujourd’hui à sensibiliser à cette maladie. Chaque année, l'exposition de la série de photographies permet de récolter des fonds pour la recherche sur le cancer chez l’homme.
En 2018 et 2019, avec son mari, elle organise une exposition à Madrid et à Bilbao simultanément pour la Fondation Movember. En 2020, avec le couturier Ralph Lauren, ils participent à une campagne Pink Pony pour la sensibilisation au cancer et collectent des fonds pour soutenir l'Asociación Española Contra El Cáncer.
Féministe engagée pour le droit des femmes, elle retourne au Venezuela en 2017 où elle développe la série « Días eternos », un travail au long cours sur la condition des femmes en détention provisoire dans les prisons du pays. Ce travail est récompensé par de nombreux prix dont le prix Lucas Dolega en 2020 et les prix Camille Lepage et Leica Oskar Barnack Award en 2021,.
Récompensé par de nombreux prix et bourses son travail est publié par la presse internationale comme National Geographic, The New York Times, Der Speigel, 6 Mois Magazine, El País, The Washington Post.
Ana María Arévalo Gosen vit à Bilbao et travaille pendant de longues périodes en Amérique du Sud où elle poursuit sa série sur la condition des femmes en détention.

## Expositions
Liste non exhaustive
- 2018 : « Le sens de la vie », Fondation Movember, Madrid
- 2019 : « Le sens de la vie », Fondation Movember, Bilbao
- 2019 : « Días eternos », Manifesto Festival in Toulouse[3]
- 2020 : « Días eternos », The Helsinki Photo Festival
- 2020 : « Días eternos », Photoville à New-York
- 2022 : « Días eternos », Visa pour l’image, Perpignan[12]
- 2022 : « La Tendresse Subversive », exposition collective, Orléans et Vierzon, 17 septembre au 31 décembre[13]

## Prix et distinctions
- 2018 : Women Photograph Grant Nikon pour « Días eternos »[1]
- 2018 : Pulitzer Center on Crisis Reporting Travel  Grant pour « Días eternos »[14]
- 2019 : Joop Swart Masterclass[9]
- 2019 : POY Latam Award for South American Documentary Photography[9]
- 2020 : Lumix Photo Award[15]
- 2020 : Prix Lucas Dolega pour « Días eternos »[2]
- 2021 : Prix Camille Lepage au festival Visa pour l’Image, pour lui permettre de poursuivre son reportage sur les conditions de détention des femmes en Amérique latine[8].
- 2021 : Leica Oskar Barnack Award pour sa série « Días eternos »[9]